# Denise Verhaert
Denise Verhaert (Herentals, 31 mei 1959) is een voormalige Belgische atlete, die zich specialiseerde in de lange afstand en het veldlopen. Zij nam viermaal deel aan de wereldkampioenschappen veldlopen.

## Biografie

### Atletiek
Denise Verhaert werd in 1978 Belgisch kampioene veldlopen bij de junioren. Met die prestatie dwong ze een selectie af voor de wereldkampioenschappen veldlopen. Ook de drie volgende jaren kon ze een selectie voor deze WK afdwingen. Ze eindigde telkens tussen de 65e en 70ste plaats.
Nadien schakelde Denise Verhaert over naar stratenlopen, halve marathon en marathon. Ze behaalde de overwinning in de Zevenheuvelenloop en twee opeenvolgende overwinningen in de 20 km van Brussel. Ze won enkel halve marathons in eigen land en won midden jaren tachtig de marathons van Manilla, Antwerpen en Perth en de Manitoba marathon in Winnipeg.

### Clubs
Denise Verhaert was aangesloten bij Atletiekclub Herentals.

## Persoonlijke records
| Onderdeel | Prestatie | Datum | Plaats |
| --------- | --------- | ----- | ------ |
| marathon  | 2:39.02   | 1984  |        |

## Palmares

### 15 km
- 1983:  Zevenheuvelenloop - 53.33

### 20 km
- 1983:  20 km door Brussel - 1:08.47
- 1984:  20 km door Brussel - 1:08.47

### halve marathon
- 1982:  halve marathon Nijlen
- 1983:  halve marathon Nijlen
- 1984:  halve marathon Nijlen
- 1985:  halve marathon Nijlen
- 1986:  halve marathon Nijlen
- 1986:  Rapper dan een ezel te Kuurne - 1:17.31
- 1987:  halve marathon Nijlen

### marathon
- 1984:  marathon van Manilla - 2:45.27
- 1985:  marathon van Manilla - 2:48.39
- 1985:  marathon van Perth - 2:42.13
- 1986: 13e marathon van Hamburg - 2:46.18
- 1986:  marathon van Singapore - 2:50.04
- 1986:  marathon van Antwerpen - 2:42.44
- 1987:  Manitoba Marathon te Winnipeg - 2:48.57
- 1988:  marathon van Manilla - 3:01.19

### veldlopen[1]
- 1978: 65e WK in Glasgow
- 1979: 68e WK in Limerick
- 1980: 66e WK in Parijs
- 1981: 70e WK in Madrid